# Personal trainer

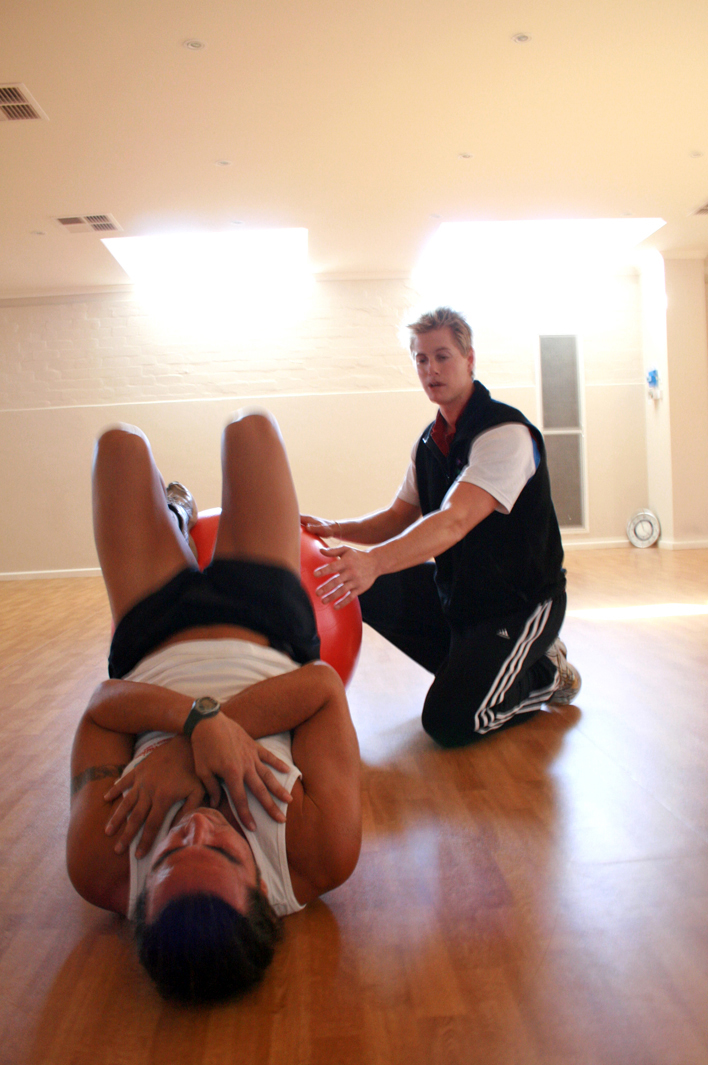

Il personal trainer (anche detto allenatore personale e convenzionalmente indicato dalla sigla PT) è la figura professionale preposta a gestire in maniera individualizzata l'esercizio fisico di coloro che si avvicinano o praticano attività fisica per migliorare il proprio stato di salute o di forma fisica.
Un'altra importante area di intervento del personal trainer è relativa all'educazione a stili di vita salutari e al ruolo di motivatore nell'ambito della pratica dell'attività fisica.

## Competenze e formazione
Il background culturale di un personal trainer è di tipo interdisciplinare, in continua formazione ed aggiornamento, passa attraverso la fisiologia, l'anatomia funzionale, la psicologia, la medicina dello sport, l'allenamento e la nutrizione.
In generale, la sua attività consiste nell'educare il proprio cliente a stili di vita salutari ed a programmare e realizzare allenamenti finalizzati ad un determinato scopo, sulla base delle esigenze fisiologiche e psicologiche di una persona.
Più in particolare l'attività pratica del Personal Trainer per il proprio cliente si svolge in diverse fasi: l'intervista iniziale, la valutazione antropometrica e funzionale, l'elaborazione e l'esecuzione di un programma di allenamento personalizzato, il controllo dell'efficacia del lavoro programmato.
Ultimamente, seguendo le tendenze del settore fitness, il personal trainer ha affiancato, alla consueta consulenza atletica, anche quella di miglioramento della sfera psicologica e motivazionale, specialmente negli sportivi di alto livello.
In Italia la figura del personal trainer è relativamente recente, tuttavia in discreta espansione, specialmente al centro-nord del Paese.
Se i primi personal trainer erano per lo più appassionati del settore, con alle spalle diversi anni di allenamento, attualmente ci si affida spesso a personal trainer con formazione universitaria.
Il corso di laurea in scienze motorie (ex ISEF), nato nel 1999, prevede l'insegnamento di materie medico-scientifiche come l'anatomia umana, la biochimica e la fisiologia, la fisiologia dell'esercizio, la biomeccanica del movimento e i fondamenti della nutrizione. Tutti elementi che è indispensabile conoscere al fine di poter professionalmente intraprendere la carriera di personal trainer.
Chi non sceglie il percorso accademico deve districarsi tra le tante federazioni, associazioni o enti di promozione sportiva, ed aziende private, che svolgono corsi di formazione per poter avere una preparazione adeguata in tale settore.
La brevità di tali corsi, e le loro differenze, sommate all'assenza di pre-requisiti tra i candidati, fa sì che manchi un know-how uniforme, essenziale per una categoria professionale che vorrebbe esistere, ma che di fatto ancora non c'è, in attesa di una regolamentazione delle professioni sportive ancora inesistente nella realtà italiana.
Essendo una professione non regolamentata infatti non si ha bisogno di specifici requisiti o iscrizione ad apposito albo professionale per essere esercitata.

## Intervista iniziale - anamnesi
Il primo strumento nelle mani di un personal trainer utile a costruire un programma di esercizio fisico personalizzato è l'intervista iniziale, ovvero il primo colloquio tra il personal trainer e il soggetto da analizzare. Questa prima fase permette di indagare sulla storia medica, sulle caratteristiche psicologiche individuali e sullo stile di vita di una persona.
Durante l'intervista iniziale vengono poste domande create appositamente per conoscere in maniera approfondita la persona in tutti i suoi lati: lo stato di salute, la storia medica, il modo in cui si alimenta e in generale tutto ciò che riguarda il corpo e le motivazioni all'esercizio fisico.
La seconda parte dell'intervista è dedicata alla determinazione degli obiettivi in relazione alle esigenze o alle necessità di una persona, ai risultati che vorrebbe ottenere, al tempo che ha a disposizione per l'allenamento. Bisogna dunque individuare i possibili traguardi raggiungibili, legati alle caratteristiche fisiche generali del cliente, senza creare false aspettative.

## La valutazione antropometrico-funzionale
Pressoché in maniera contestuale vengono svolti dei test di efficienza fisica allo scopo di fornire informazioni fondamentali sui livelli di funzionalità corporea. L'obiettivo di questa fase è avere dei feedback reali che permettano al personal trainer di elaborare un programma adatto ad una persona e alle sue caratteristiche specifiche.
Alla somministrazione di test fisici si accompagna l'analisi antropometrica del soggetto, mediante misurazioni effettuate con strumenti differenti (es.: plicometro, metro flessibile ecc.) che consentono di determinare la struttura ossea, la composizione corporea, ma anche i miglioramenti ottenuti nel corso dell'attività. In alcuni casi è possibile avvalersi anche di strumentazioni più complesse, come i bioimpedenziometri e le analisi computerizzate.

## L'elaborazione e l'esecuzione di un programma di allenamento personalizzato e finalizzato
Integrando le considerazioni rilevate con l'intervista iniziale, i valori misurati nell'ambito della valutazione antropometrica, e il risultato dei test di efficienza fisica, il personal trainer elaborerà il programma di allenamento personalizzato e finalizzato per una persona. Questo, per l'individuo che richiede un servizio di personal training, si traduce nell'avere esercizi muscolari e suggerimenti per l'allenamento, adatti alle esigenze personali. La programmazione a medio e lungo termine del lavoro prevederà anche la modifica calibrata degli esercizi e del carico di lavoro, a seconda dei risultati ottenuti e individuati mediante un controllo dell'efficienza fisica con test specifici.

## La specializzazione del personal trainer
Considerata la vastità della materia sportiva, dei mezzi di allenamento, della combinazione di strumenti e risultati, della profonda diversità nelle tecniche di allenamento per i due sessi, anche nel settore del personal training è possibile individuare professionisti specializzati in apposite direzioni. Ad esempio PT con una formazione volta prevalentemente all'attività in palestra, o alla preparazione atletica per discipline sportive specifiche, al recupero funzionale (da non confondere con la riabilitazione), al dimagrimento maschile e femminile, all'allenamento femminile (assai più complesso di quello maschile perché con più varianti) ecc.

## La scelta del personal trainer
La scelta del personal trainer, considerato quanto possa essere rischioso affidarsi a soggetti che improvvisano tale professione, affascinati soprattutto dal potersi autodefinire PT, è un passaggio fondamentale per ogni cliente che non voglia mettere a repentaglio la propria salute. Gli elementi fondamentali da tenere in considerazione sono: l'iter formativo, preferendo soggetti laureati e/o diplomati che seguono costantemente attività di aggiornamento, le esperienze professionali pregresse, gli eventuali meriti sportivi (ma non quando rappresentano l'unico elemento in mano ad un PT), eventuali extra, relativi ad esperienze di forte spessore da parte del professionista, come ad esempio la pubblicazione di testi ed articoli scientifici.
È preferibile scegliere una persona laureata in scienze motorie o perlomeno diplomata, che abbia i mezzi conoscitivi per poter lavorare con il corpo e quindi la salute altrui.

## Gli altri personal trainer
La connotazione di PT ha anche accezioni differenti, maggiormente legate all'etimologia della parola. Il PT aziendale, ad esempio, è una figura professionale atta all'accoglimento dei neoassunti ed ha la responsabilità del successo ed integrazione all'interno di un'azienda. Il PT solution è di recente attuazione ed alcune aziende impiegano questa figura professionale per l'orientamento e la motivazione professionale dei neoassunti. La figura si occupa anche della riqualificazione interna attraverso veri e propri interventi di monitoraggio on the job. Il PT è anche impiegato come trait d'union tra le agenzie per il lavoro ed il committente, al fine di seguire risorse ad alti profili (un servizio aggiuntivo già provato in alcune realtà).
Il personal trainer, inteso letteralmente come "istruttore personale", esiste anche come figura volta all'insegnamento e assistenza nell'impiego di strumenti informatici ed anche come istruttore per le attività di trading online.